# Dioza
Dioza (od st.grč. δίς, dís: dvaput + lat. -osus: šećer) je vrsta jednostavnih šećera. U molekuli sadrži dva atoma ugljika. Budući da je kemijska formula nemodificiranog monosaharida (C·H2O)n gdje je n tri ili veći broj, ne udovoljava formalnoj definiciji monosaharida. Budući da udovoljava formuli (C·H2O)n, ponegdje ju se smatra najosnovnijim šećerom.